# Championnat du Suriname de football 2012-2013
Navigation
Saison précédente Saison suivante
La saison 2012-2013 du Championnat du Suriname de football est la 77e édition de la Hoofdklasse, le championnat de première division au Suriname. Les dix formations de l'élite sont réunies au sein d'une poule unique où elles s'affrontent deux fois au cours de la saison. À l'issue de la compétition, le dernier du classement est relégué tandis que le 9e doit disputer un barrage de promotion-relégation face au vice-champion de Eerste Klasse.
C'est l'Inter Moengotapoe qui remporte la compétition cette saison après avoir terminé en tête du classement final, avec neuf points d'avance sur le SV Notch et quinze sur le SV Leo Victor. Il s’agit du quatrième titre de champion du Suriname de l'histoire du club.

## Les clubs participants
- Randjiet Boys - Promu de Eerste Klasse
- SV Boskamp
- SV Leo Victor
- Inter Moengotapoe
- SV Notch
- SV Excelsior
- Walking Bout Company
- SV Transvaal
- Sportvereniging Nationaal Leger - Promu de Eerste Klasse
- SV Robinhood

## Compétition
Le barème de points servant à établir les différents classements se décompose ainsi :
- Victoire : 3 points
- Match nul : 1 point
- Défaite : 0 point

### Phase régulière
| Rang | Équipe                           | Pts | J  | G  | N | P  | Bp | Bc | Diff |
| ---- | -------------------------------- | --- | -- | -- | - | -- | -- | -- | ---- |
| 1    | Inter Moengotapoe                | 45  | 18 | 14 | 3 | 1  | 49 | 13 | +36  |
| 2    | SV Notch                         | 36  | 18 | 11 | 3 | 4  | 35 | 21 | +14  |
| 3    | SV Leo Victor                    | 30  | 18 | 9  | 3 | 6  | 34 | 21 | +13  |
| 4    | SV Excelsior                     | 27  | 18 | 8  | 3 | 7  | 32 | 36 | -4   |
| 5    | SV Transvaal                     | 26  | 18 | 8  | 2 | 8  | 33 | 32 | +1   |
| 6    | Walking Bout CompanyC -3         | 24  | 18 | 8  | 3 | 7  | 40 | 32 | +8   |
| 7    | SV Boskamp                       | 19  | 18 | 6  | 1 | 11 | 18 | 34 | -16  |
| 8    | SV RobinhoodT                    | 18  | 18 | 5  | 3 | 10 | 18 | 29 | -11  |
| 9    | Sportvereniging Nationaal LegerP | 17  | 18 | 5  | 2 | 11 | 33 | 40 | -7   |
| 10   | Randjiet BoysP                   | 12  | 18 | 3  | 3 | 12 | 16 | 50 | -34  |

|  | Qualification pour la CFU Club Championship 2014                                     |
|  | Participation au barrage de relégation                                               |
|  | Relégation directe en Eerste Klasse                                                  |
|  | T : Tenant du titre C : Vainqueur de la Coupe du Suriname P : Promu de Eerste Klasse |

- Walking Bout Company reçoit trois points de pénalité pour avoir aligné un joueur suspendu.

#### Barrage de promotion-relégation
| Équipe 1          | Résultat | Équipe 2                        | Aller | Retour |
| ----------------- | -------- | ------------------------------- | ----- | ------ |
| SV Boma Star (D2) | 6 - 7    | Sportvereniging Nationaal Leger | 1 - 4 | 5 - 3  |

- Les deux clubs se maintiennent dans leur championnat respectif.

## Bilan de la saison
| Championnat du Suriname de football 2012-2013 |                              |
| Champion                                      | Inter Moengotapoe (4e titre) |
| Coupes et trophées                            |                              |
| Vainqueur de la Coupe du Suriname 2012-2013   | Walking Bout Company         |
| Qualifications continentales                  |                              |
| CFU Club Championship 2014                    | Inter Moengotapoe            |
| CFU Club Championship 2014                    | SV Notch                     |
| Promotions et relégations                     |                              |
| Promus en Hoofdklasse                         | SCSV Takdier Boys            |
| Relégués en Eerste Klasse                     | Randjiet Boys                |